# Hans-Rudolf Stalder
Hans-Rudolf Stalder (Zúric, 9 de juliol de 1930 - 28 de juliol de 2017) fou un clarinetista i intèrpret de corno di bassetto. Va ser primer clarinet de l'orquestra de la Tonhalle de Zuric entre 1955 i 1986 i professor de la Schola Cantorum Basiliensis.
És considerat el fundador de l'escola suïssa de clarinet que combinava la tradició germànica amb el virtuosisme francès i l'expressivitat italiana. És un dels pioners de la interpretació musical amb clarinets històrics.
Es va formar al Conservatori de Zuric rebent classes d'Emil Fanghänel, Gustav Steinkamp i Louis Cahuzac.
Va dedicar-se intensament a l'estudi de la interpretació amb criteris històrics a partir dels tractats de Vanderhagen, Backofen i Lefèvre. El 1968, a Augsburg, va oferir la primera interpretació amb corno di bassetto d'un concert de Mozart.